# Listă a capitalelor statelor SUA
Această pagină este o listă a celor 50 de capitale ale celor 50 de state ale Statelor Unite ale Americii aranjate alfabetic după numele statelor. 
| Stat al Statelor Unite ale Americii | Capitala statului |
| Alabama                             | Montgomery        |
| Alaska                              | Juneau            |
| Arizona                             | Phoenix           |
| Arkansas                            | Little Rock       |
| California                          | Sacramento        |
| Colorado                            | Denver            |
| Connecticut                         | Hartford          |
| Delaware                            | Dover             |
| Florida                             | Tallahassee       |
| Georgia                             | Atlanta           |
| Hawaii                              | Honolulu          |
| Idaho                               | Boise             |
| Illinois                            | Springfield       |
| Indiana                             | Indianapolis      |
| Iowa                                | Des Moines        |
| Kansas                              | Topeka            |
| Kentucky                            | Frankfort         |
| Lousiana                            | Baton Rouge       |
| Maine                               | Augusta           |
| Maryland                            | Annapolis         |
| Massachusetts                       | Boston            |
| Michigan                            | Lansing           |
| Minnesota                           | Saint Paul        |
| Mississippi                         | Jackson           |
| Missouri                            | Jefferson City    |
| Montana                             | Helena            |
| Nebraska                            | Lincoln           |
| Nevada                              | Carson City       |
| New Hampshire                       | Concord           |
| New Jersey                          | Trenton           |
| New Mexico                          | Santa Fe          |
| New York                            | Albany            |
| Carolina de Nord                    | Raleigh           |
| Dakota de Nord                      | Bismarck          |
| Ohio                                | Columbus          |
| Oklahoma                            | Oklahoma City     |
| Oregon                              | Salem             |
| Pennsylvania                        | Harrisburg        |
| Rhode Island                        | Providence        |
| Carolina de Sud                     | Columbia          |
| Dakota de Sud                       | Pierre            |
| Tennessee                           | Nashville         |
| Texas                               | Austin            |
| Utah                                | Salt Lake City    |
| Vermont                             | Montpelier        |
| Virginia                            | Richmond          |
| Washington                          | Olympia           |
| Virginia de Vest                    | Charleston        |
| Wisconsin                           | Madison           |
| Wyoming                             | Cheyenne          |